# Rimma Michailowna Schukowa
Rimma Michailowna Schukowa (russisch Римма Михайловна Жукова; * 14. März 1925 in Ischim; † 5. August 1999 in Moskau) war eine sowjetische Eisschnellläuferin. In den frühen und mittleren 1950er-Jahren zählte sie zu den weltweit erfolgreichsten Athletinnen auf dem Eis. Sie wurde 1955 Weltmeisterin im Vierkampf, gewann insgesamt sechs WM-Medaillen und stellte ebenso viele Weltrekorde auf Einzelstrecken auf.

## Laufbahn
Während ihrer Jugend lief Schukowa in der Freizeit auf Schlittschuhen und begann kurz nach dem Zweiten Weltkrieg mit dem Eisschnelllauftraining bei Jewgeni Sopow in Swerdlowsk. Ihren ersten internationalen Auftritt hatte sie 1948 in Turku am Rande der dort stattfindenden Mehrkampfweltmeisterschaft. Auf der längsten der vier gelaufenen Distanzen über 5000 m zählte Schukowa zu den schnellsten Sportlerinnen. Ein Jahr später in Kongsberg gewann sie – bei einem sowjetischen Dreifachsieg – die WM-Bronzemedaille in der Mehrkampf-Gesamtwertung und zeigte ihre beste Einzelleistung erneut über 5000 m: Mit einer Zeit von 9:27,1 Minuten war sie drei Zehntelsekunden langsamer als die Finnin Verné Lesche, die mit ihrer Zeit einen Weltrekord aufstellte. Am 17. März 1950 unterbot Schukowa Lesches Bestmarke in Kirow um mehrere Sekunden. Bis 1953 stellte sie auf den Distanzen zwischen 1000 m und 5000 m insgesamt sechs Weltrekorde auf, die meisten davon auf der 1951 eröffneten, in großer Höhe gelegenen Eisbahn von Medeo.
Die sowjetischen Eisschnellläuferinnen bestimmten seit Ende der 1940er-Jahre das internationale Geschehen und entschieden während Schukowas aktiver Zeit den Großteil der Weltmeisterschaften mit Dreifachsiegen für sich. Schukowa, die von 1952 bis 1954 dreimal in Folge nationale Meisterin im Mehrkampf wurde, zählte über mehrere Jahre zu den stärksten Athletinnen der Welt: Zwischen 1949 und 1956 gewann sie sechs Medaillen bei Weltmeisterschaften, wurde dort aber zunächst stets von mindestens einer Teamkollegin besiegt. Ihren einzigen internationalen Titel errang Schukowa bei der WM 1955 in Kuopio. Mit Bestzeiten über 3000 m und 5000 m – wobei ihre stärkste Gegnerin auf den Langdistanzen die Finnin Eevi Huttunen war – und zwei dritten Plätzen auf den kürzeren Strecken über 500 m und 1000 m hatte sie in der Mehrkampfwertung die beste Punktzahl und wurde Weltmeisterin vor Tamara Rylowa und Sofja Kondakowa.
1958 trat Schukowa mit 32 Jahren zum letzten Mal bei sowjetischen Meisterschaften an, wo sie (beim Sieg der elf Jahre jüngeren Inga Artamonowa) als bestes Teilstreckenergebnis einen siebten Rang über 3000 m erreichte. Zwei Jahre später zog sie nach Moskau und arbeitete dort als Eisschnelllauftrainerin. Sie veröffentlichte mehrere Bücher über den Sport: Na katke (На катке, 1957), Swenite, konki (Звените, коньки, 1963) und Led, stal i charakter (Лед, сталь и характер, 1965).

## Persönliches
Schukowa wurde 1925 in Ischim in der westsibirischen Region um Tjumen geboren. Ihre Eltern zogen drei Jahre später nach Swerdlowsk am Uralgebirge, wo sie für Uralmasch arbeiteten und wo Schukowa ihre Eislaufkarriere bei der örtlichen Dynamo-Vereinigung begann.
Anfang der 1950er-Jahre lebte Schukowa in Zivilehe mit dem gut 17 Jahre älteren Geheimdienstoffizier Pawel Fitin, der während des Zweiten Weltkriegs den sowjetischen Auslandsnachrichtendienst geleitet hatte. Als Fitin 1951 zum Minister für Staatssicherheit in der Kasachischen SSR berufen wurde, zog das Paar gemeinsam nach Alma-Ata. Im Zuge der Entmachtung Lawrenti Berias fiel Fitin 1953 in Ungnade und Schukowa verließ ihn. Nach der Aussage eines Enkels von Fitin, der Schukowa Ende der 1970er-Jahre besuchte, bereute sie diesen Schritt und erklärte ihn damit, dass sie Angst gehabt habe.
Am 5. August 1999 starb Rimma Schukowa im Alter von 74 Jahren. Sie wurde auf dem Moskauer Friedhof Trojekurowo begraben.

## Statistik

### Mehrkampfweltmeisterschaften
Von 1949 bis 1957 nahm Rimma Schukowa an acht Mehrkampf-Weltmeisterschaften teil und gewann dabei eine Goldmedaillen sowie dreimal Silber und zweimal Bronze. Die folgende Tabelle zeigt ihre Zeiten – und in Klammern jeweils dahinter ihre Platzierungen – auf den vier gelaufenen Einzelstrecken sowie die sich daraus errechnende Gesamtpunktzahl nach dem Samalog und die Endplatzierung. Die Anordnung der Distanzen entspricht ihrer Reihenfolge im Programm der Mehrkampf-WM zur aktiven Zeit Schukowas, 1956 wurde die Zusammensetzung des Mehrkampfes geändert.
| Mehrkampf-WM | Mehrkampf-WM | 500 m (in Sekunden) | 3000 m (in Minuten) | 1000 m (in Minuten) | 5000 m (in Minuten) | Punkte  | Platz |
| Jahr         | Ort          | 500 m (in Sekunden) | 3000 m (in Minuten) | 1000 m (in Minuten) | 5000 m (in Minuten) | Punkte  | Platz |
| 1949         | Kongsberg    | 50,2 (6)            | 5:30,8 (3)          | 1:43,5 (2)          | 09:27,1 (2)         | 213,793 | 3.    |
| 1950         | Moskau       | 50,8 (4)            | 5:36,8 (1)          | 1:52,0 (2)          | 11:44,8 (6)         | 233,413 | 3.    |
| 1952         | Kokkola      | 53,5 (12)           | 5:47,5 (4)          | 1:44,1 (2)          | 09:32,4 (1)         | 220,707 | 4.    |
| 1953         | Lillehammer  | 48,3 (1)            | 5:28,4 (2)          | 1:38,5 (1)          | 09:14,3 (3)         | 207,713 | 2.    |
| 1954         | Östersund    | 49,6 (6)            | 5:26,3 (1)          | 1:41,1 (3)          | 09:22,6 (2)         | 210,793 | 2.    |
| 1955         | Kuopio       | 49,5 (3)            | 5:33,1 (1)          | 1:42,4 (3)          | 09:26,4 (1)         | 212,857 | 1.    |
| Jahr         | Ort          | 500 m (in Sekunden) | 1500 m (in Minuten) | 1000 m (in Minuten) | 3000 m (in Minuten) | Punkte  | Platz |
| 1956         | Borlänge     | 49,5 (4)            | 2:39,4 (3)          | 1:40,6 (2)          | 5:32,7 (1)          | 208,383 | 2.    |
| 1957         | Imatra       | 49,9 (6)            | 2:40,9 (5)          | 1:43,0 (6)          | 5:34,4 (2)          | 210,766 | 5.    |

### Persönliche Bestzeiten
Schukowa lief alle ihre persönlichen Rekorde in Medeo zwischen 1952 und 1955.
| Distanz | Zeit       | Datum           | Ort   |
| ------- | ---------- | --------------- | ----- |
| 500 m   | 46,6 s     | 24. Januar 1952 | Medeo |
| 1000 m  | 1:34,4 min | 11. Januar 1955 | Medeo |
| 1500 m  | 2:27,7 min | 11. Januar 1955 | Medeo |
| 3000 m  | 5:13,8 min | 23. Januar 1953 | Medeo |
| 5000 m  | 9:01,6 min | 23. Januar 1953 | Medeo |

### Weltrekorde
Schukowa stellte zwischen 1950 und 1953 insgesamt sechs Weltrekorde auf. Sie lief jeweils eine Bestzeit auf der 1000-Meter- und auf der 1500-Meter-Distanz sowie je zwei über 3000 Meter und 5000 Meter. Den Großteil der Rekorde lief sie auf der Bahn in Medeo.
- Disziplin: Länge der gelaufenen Strecke.
- Zeit/Punkte: Gelaufene Zeit (in Minuten).
- Datum: Datum des Weltrekords.
- Ort: Eisbahn und Ort des Weltrekords.
- Bestand: Dauer, die der Rekord Gültigkeit besaß.
- Nachfolgerin: Läuferin, die den angegebenen Rekord als erste unterbot.

| Nr. | Disziplin  | Zeit   | Datum         | Ort   | Bestand               | Nachfolgerin               |
| --- | ---------- | ------ | ------------- | ----- | --------------------- | -------------------------- |
| 1   | 5000 Meter | 9:22,3 | 17. März 1950 | Kirow | 332 Tage              | Tatjana Karelina           |
| 2   | 1500 Meter | 2:36,7 | 17. März 1950 | Kirow | 332 Tage              | Marija Issakowa            |
| 3   | 3000 Meter | 5:21,3 | 8. Jan. 1952  | Medeo | 1 Jahr und 15 Tage    | Rimma Schukowa             |
| 4   | 1000 Meter | 1:36,6 | 22. Jan. 1952 | Medeo | 1 Jahr und 8 Tage     | Lidija Selichowa           |
| 5   | 3000 Meter | 5:13,8 | 23. Jan. 1953 | Medeo | 9 Jahre und 5 Tage    | Inga Woronina              |
| 6   | 5000 Meter | 9:01,6 | 24. Jan. 1953 | Medeo | 29 Jahre und 364 Tage | Andrea Schöne-Mitscherlich |